# Джафаров, Хасрат Валех оглы
Хасрат Валех оглы Джафаров (азерб. Həsrət Valeh oğlu Cəfərov, род. 5 октября 2002, Карадаглы, Геранбойский район) — азербайджанский борец греко-римского стиля, бронзовый призёр летних Олимпийских игр 2024 года, трёхкратный чемпион Европы 2023, 2024 и 2025 годов, чемпион Европы и мира среди юниоров 2021 года, чемпион мира 2021 года среди борцов до 23 лет, член национальной сборной Азербайджана по греко-римской борьбе, серебряный призёр чемпионата мира 2023 года, бронзовый призёр чемпионата мира 2022 года и чемпионата Европы 2022 года, участник чемпионата мира 2021 года среди взрослых в Осло.

## Биография

### Ранние годы. Юношеская и молодежная карьера
Хасрат Джафаров родился 5 октября 2002 года в селе Карадаглы Геранбойского района Азербаджана. Борьбой начал заниматься в родном селе. Заняться этим видом спорта Хасрата вдохновил его старший брат. Когда Джафаров учился в 7-м классе, его перевели в Республиканский олимпийский спортивный лицей в Баку.
В 2017 году в Сараево Хасрат Джафаров стал чемпионом Европы среди юношей в весовой категории до 42 кг. В следующем году на аналогичном турнире в Скопье, но уже в весе до 51 кг занял 3-е место. В этом же году стал бронзовым призёром юношеского чемпионата мира в Загребе.
В июле 2019 года Хасрат Джафаров выиграл Европейский юношеский Олимпийский фестиваль в Баку, но неудачно выступил на чемпионате мира среди юношей в Софии.
В годы пандемии коронавируса Джафаров усиленно тренировался под началом тренера по греко-римской борьбе чемпиона мира 2010 года Гасана Алиева.
В мае 2021 года Хасрат Джафаров занял третье место на чемпионате Европы среди борцов до 23 лет в Скопье. В июле этого же года стал чемпионом Европы среди юниоров в Дортмунде. В сентябре 2021 года Джафаров взял золото на I Играх стран СНГ в Казани.
В августе 2021 года в Уфе Хасрат Джафаров стал чемпионом мира среди юниоров в весовой категории до 67 кг. В полуфинале Джафаров победил представителя Франции Гагика Снжояна, а в финале одержал победу над Сахаком Ованисяном из Армении со счётом 7:0. В сентябре этого же года взял золото на I Играх стран СНГ в Казани.

### Переход на взрослый уровень
В октябре 2021 года был включён в состав национальной сборной и выступил на чемпионате мира в Осло. Здесь Джафаров занял 5-е место, проиграв в схватке за бронзу Рамазу Зоидзе из Грузии.
В ноябре 2021 года в Белграде Хасрат Джафаров стал чемпионом мира среди юниоров. В финале он оказался сильнее иранского борца Мохаммада Джавада Резаи.
В апреле 2022 года завоевал бронзовую медаль чемпионата Европы, одолев в решающей схватке Себастьяна Надь из Сербии. В августе стал победителем Игр исламской солидарности в Конье, одолев в финале киргизского борца Амантура Исмаилова. В сентябре 2022 года выиграл бронзу чемпионата мира в Белграде, где в решающей схватке победил действующего чемпиона Европы Мурата Фырата из Турции.
В этом же году занял 2-е место на Кубке мира в командном зачёте.
В апреле 2023 года завоевал золотую медаль на чемпионате Европы по борьбе 2023. В сентябре этого же года Джафаров выиграл серебро очередного чемпионата мира в Белграде, уступив в финале Луис Орте из Кубы. Также на этом турнире Джафарову удалось выиграть лицензию на первые в своей карьере Олимпийские игры в Париже.
На чемпионате Европы по борьбе 2024 занял первое место. В июне 2024 года Джафаров выиграл рейтинговый турнир в Будапеште в весовой категории до 72 кг.

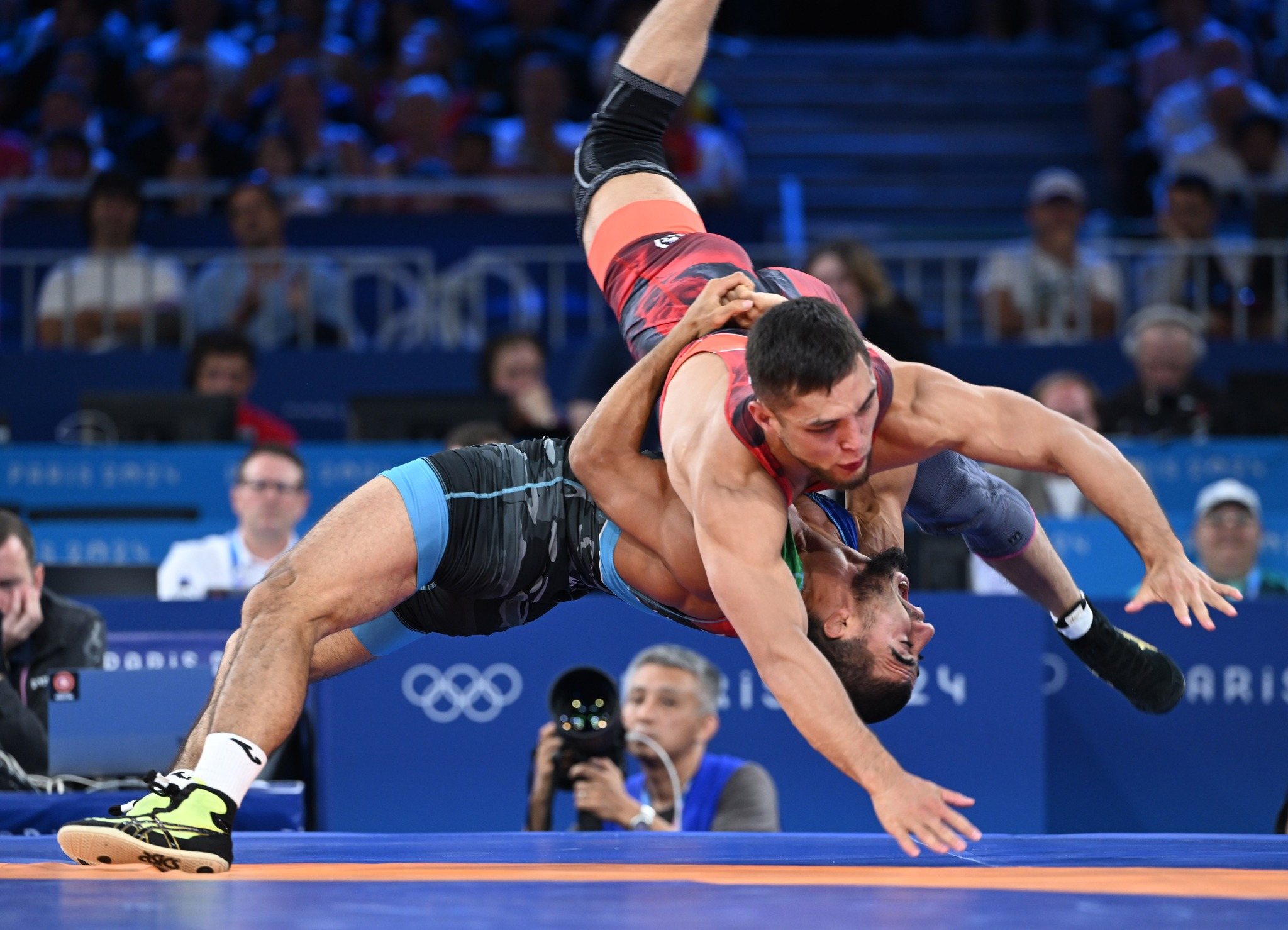
Хасрат Джафаров в схватке за бронзу на Олимпийских играх 2024 в Париже

На Олимпийских играх в Париже дебютировавший на Олимпиаде 21-летний Хасрат Джафаров принёс единственную медаль Азербайджана в греко-римской борьбе. Ещё до старта соревнований главными конкурентами Джафарова считались кубинский и иранский спортсмены, которые попали в другую подгруппу. На пути к финалу Джафаров одолел представителя Египта бронзового призёра Игр в Токио Мохамеда Эльсайеда и борца из Молдавии Валентина Петича. Путь Джафарова к финалу преградил выступающий за Украину азербайджанец серебряный призер Токио 2020 Парвиз Насибов. Во встрече за бронзу Джафаров досрочно победил Амантура Исмаилова из Кыргызстана. По словам личного тренера Хасрата Джафарова Вагифа Фейзуллаева, судьи в полуфинале не обратили внимания на нарушение правил со стороны Насибова, который, как отмечает Фейзуллаев, мешал Хасрату ударами ногами и головой. По словам азербайджанского ветерана греко-римской борьбы Талеха Мамедова, в полуфинале Джафаров допустил ошибку, поднимая Парвиза Насибова из партера, оказавшись под соперником и проиграв в итоге лишь по принципу последнего очка.
Распоряжением президента Азербайджанской Республики Ильхама Алиева от 13 августа 2024 года Хасрат Джафаров за высокие достижения на XXXIII Летних Олимпийских играх в Париже и заслуги в развитии азербайджанского спорта был награждён орденом «За службу Отечеству III степени».
В апреле 2025 года в Братиславе в третий раз выиграл чемпионат Европы в весовой категории до 67 кг. В финальной схватке одолел соперника из Болгарии Абу-Муслима Амаева.